# Отношения между Иран и Русия
Външнополитическите отношения между Русия и Иран (Персия до 1935 г.) официално започват през 1592 г. с династията Сефевиди, управлявала от 1501 г. до 1722 г. В миналото и настоящето отношенията между Русия и Иран са сложни и многостранни, често колебаещи се между сътрудничество и съперничество. Двете държави имат дълга история в историко-географски, икономически и социо-политически аспект.

## История на отношенията между Русия и Иран

### Ерата преди династията Пахлави
Връзките между Русия и Персия имат дълга история. През 1660 г. известният казашки военачалник Степан Разин се настанява на северния Персийски бряг, създавайки дипломатически проблеми за руския цар. Песента, разказваща за трагичната и легендарна история за любовта между Разин и персийската принцеса, е все още известна и до днес.
Ирано-руските отношения се подобряват след като отслабената империя на Сефевидите бива изместена от династията Каджар през средата на 18 век. Първият персийски посланик в Русия е Мирза Аболхасан Хан Илчи. Докато португалци, англичани и холандци се състезават за южната и югоизточната част на Персия в Персийския залив, Руската империя до голяма степен остава необезпокоявана в северната и установява господстващо положение в северните територии Персия.
Отслабеният и фалирал царски двор при управлението на Фатх Али Шах е принуден да подпише Гюлистанския договор през 1813 г., последван от Туркменчайския договор след като усилията на Аббас Мирза да защити северната граница се провалят.

## Отношения между СССР и Иран
През 1918 – 1979 г. взаимоотношенията между СССР и шахски Иран нямат активно сътрудничество. През 1941 г. е подписано съглашение между СССР и Великобритания за съвместна отбрана на Иран от евентуална германска военна инвазия. Опит за създаване на про-съветски Иран е направен с идването на власт през 1952 на д-р Мохамед Мосадък но превратът извършен от подпомогнатия от ЦРУ на САЩ шах Реза Пахлави същата година, води до отстраняването на Мосадък и ориентирането на Иран в американската орбита. С ислямската революция в Иран 1979 г. спектърът на иранската политика се променя и Иран вече води активна политика на приятелство със СССР макар да подкрепя афганистанските муджахидини във войната която СССР води срещу тях в Афганистан 1979 – 1989 г. Независимо от факта, че в ирано-иракската война 1980 – 1988 г. СССР подкрепя активно Ирак той развива активно сътрудничество и с Иран. През 1987 и 1988 г. няколко пъти съветското правителство посредничи за прекратяване на войната между двете страни обосновавайки се че тази война ще доведе до американска военна активност в Пресийския залив след изпращането на американски бойни кораби там през 1987 г. и атаката им срещу ирански и иракски кораби. СССР развива с Иран активно сътрудничество изгражда крупни стратегически обекти на иранска територия дава и кредити на Иран. Съветски ръководители няколко пъти посещават Иран през 1984 – 1989 г. като през началото на 1988 г. по време на посещението на съветския министър-председател Николай Рижков и разговорите му с иранския министър-председател Хюсеин Мусави и последвалото през април 1988 г. посещение на Първия зам.председател на Министерския съвет на СССР Юрий Маслюков се подписват два договора за стратегическо политическо и икономическо и военно партньорство които посещения са последвани от тези на министъра на отбраната на СССР армейски генерал Дмитрий Язов май 1988 г. в Иран и това на Началника на Генералния Щаб на Съветските въоиръжени сили маршал Сергей Ахромеев през юли 1988 г. в Техеран. Освен активно сътрудничество между СССР и Иран социалистическите страни в източна Европа също развиват активни отношения с Техеран след ислямската революция особено НР.България и СР.Румъния като първия партиен и държавен ръководител на НРБ Тодор Живков е на официално посещение през 1985 а от 6 до 9 юни 1988 г. на официално посещение по покана на иранското правителство в Иран е министър-председателят на НРБ Георги Атанасов който връчва специално послание от Тодор Живков на президента на Иран Али Хаменеи и води разговори с министър-председателят на Иран Хюсеин Мусави като подписва с него правителствен протокол за увеличение на политическите и икономическите и военните връзки между НРБ и Иран а иранската страна официално заявява на Атанасов че желае по всякъкъв начин да има по близки отношения със СССР и социалистическите страни отколкото със запада и че не желае война с Ирак. През декември 1989 г. малко преди свалянето си от власт и убийството му на посещение в Иран идва и румънския президент и лидер на РКП Николае Чаушеску който също е радушно приет от иранските ръководители и подписва с президента Расфанджани програма за политическо икономическо и военно сътрудничество изискващо трансфер на технологиии от Румъния за Иран и обратно. Между СССР] и Иран се подписват три спогодби за военно техническо сътрудничество през 1984 1986 и 1988 г. с които СССР започва доставки в Иран на оръжие като до 1988 г. Иран се превъоръжава почти изцяло със съветско оръжие получавайки модерни ЗРК комплекси С 300 и усвоява автоматът Калашников през 1986 г. а през 1987 и самолети МиГ 29.

## Съвременни отношения между Русия и Иран
Под влиянието на конфронтиращите се и усложняващи се отношения между САЩ и Иран, страната се намира в позиция, която предполага партньорство с Китай и Русия. Русия и Иран също така споделят общ интерес в намаляването на влиянието на САЩ в Централна Азия. Точно този общ интерес води до официалното присъединяване на Иран към Шанхайската организация за сътрудничество през 2006 г. Отношенията на страната към организацията, която се ръководи най-вече от Русия и Китай, представя най-важните дипломатически връзки, които Иран споделя след революцията от 1979 г. Иран и Русия са и основателките на Форума за страните-износителки на газ, заедно с Катар.
Здравината на връзките между Техеран и Москва тепърва ще бъдат изпитвани. Същевременно Русия става все по-зависима от икономическите си връзки със Запада и става уязвима спрямо натиска на Запада да ограничи връзките си с Иран. Иран също изразява своето недоволство относно забавянето на проекта за реактора Бушер, както и спрямо позицията на Русия в района на Каспийско море. Разширяващите се връзки на Русия с Израел и увеличаващата се роля в Арабско-израелския мирен процес са още някои точки от напрежението между двете страни.

### Военни части
За разлика от предишни години, през които Иранския въздушен флот е изцяло производство на Западните страни, сега вече той е или местно производство, или произведен в Русия. Отказът на Иран през 2010 г. да спре обогатяването на уран, довежда до създаването на нова резолюция на ООН, която да предвижда нови санкции срещу Иран, които забраняват продажбата на всякакво тежко въоръжение, включително ракети.

### Търговия
В допълнение към сътрудничеството и търговията с въглеводороди, Русия и Иран също разширяват търговските си отношения в редица неенергийни сектори на икономиката, включително и земеделски споразумения (през януари 2009 г.) и телекомуникационии договори (през декември 2008 г.). През юли 2010 г. Иран и Русия подписват споразумение за увеличаване на сътрудничеството в развитието на енергийните сектори. Това включва създаването на съвместен обмен на петрол, който чрез комбинираното производство на 15 милиона барела на ден има потенциала да се превърне в един от водещите в световен мащаб. Газпром и Лукойл стават все по-активни в развитието на иранските петролни и газови проекти.
През 2005 г. Русия е седмият по големина търговски партньор на Иран. Търговските отношения на двете страни се разрастват от 1 млрд. щатски долара през 2005 г. на 3.7 млрд. щатски долара през 2008 г. Моторни превозни средства, плодове, зеленчуци, стъкло, текстил, пластмаси, химикали, ръчно тъкани килими, камък и др. са сред едни от най-честите продукти, внасяни от Русия.
Войната между САЩ и Иран влияе на отношенията между Иран и Русия. Ако конфликтът между САЩ и Иран продължи да се изостря, Русия на пръв поглед ще спечели от покачването на цената на петрола. Техеран ще се види принуден да купува повече оръжие от Москва и да сключва още договори с руския монополист „Росатом", изграждащ АЕЦ „Бушер" край Персийския залив. Въпреки всичко това, от гледна точка на същинските си интереси, Кремъл трябва да се надява, че Техеран добре ще премисли следващите си реакции. Ако Техеран избере конфронтацията, на президента Путин му остават две възможности: да окаже неограничена помощ на иранския си съюзник или съвсем незабелязано да напусне сцената и да се оправя сам. Първата възможност крие риск от пряка военна конфронтация със САЩ, още (сурови) санкции от Американския конгрес и скъсване на трудно изградените връзки със Саудитска Арабия и Израел.

#### Съюзи
Русия и Иран планират заедно да проведат военноморски учения край Ормузкия проток, писа британският в. „Таймс“. Изданието подчертава, че подобни маневри повишават риска от опасна конфронтация със западните сили в Персийския залив. Москва и Техеран смятат да проведат ученията до края на тази година, макар че Великобритания и САЩ засилват военното си присъствие в региона чрез стартирането на съвместна мисия за защита на търговското корабоплаване.
Планираните руско-ирански военни учения са крайъгълен камък в подобряването на отношенията между Москва и Техеран, коментира „Таймс“. Двете държави са бивши съперници, но намериха допирни точки в гражданската война в Сирия. Както руснаците, така и иранците подкрепят правителството на президента Башар Асад.
Напрежението в Ормузкия проток се повиши, след като САЩ се оттеглиха от споразумението за ядрена програма на Иран, подписано през 2015 г., и върнаха санкциите срещу Техеран. Иран бе обвинен в нападения срещу танкери в Персийския залив. Заплахата за корабоплаването накара Великобритания да изпрати два военни кораба в региона, където да се присъединят към плавателни съдове на Военноморския флот на САЩ. Израел заяви, че също ще се включи в мисията чрез оказване подкрепа в разузнаването и други области.

## Новият съюз Русия-Иран-Китай
В северната част на Индийския океан и в Арабско море започна военно учение на Русия, Иран и Китай с кодово име „Пояс за морска сигурност“. Маневрите обхващат площ от 17 000 квадратни километра и дотогава не са провеждани в такъв формат – Русия и Китай отдавна организират съвместни учения, но Иран е включен в тях за пръв път. Това е първата специфична черта на ситуацията. Ето и втората: тристранното военноморско учение протича на фона на познатото напрежение в отношенията между Иран и САЩ.
През Арабско море, свързано чрез Ормузкия проток с Персийския залив, се транспортират 20 на сто от петрола на планетата; северната част от Индийския океан е сред районите, ключови за световната търговия. Под този предлог впрочем, обвинявайки Иран във всевъзможни грехове, американците се опитват да лансират идеята за военноморска коалиция, която „да защитава“ корабоплаването в региона. През лятото, например, Вашингтон заяви, че формира под своя егида Международна коалиция за сигурност по море (Ай Ем Ес Си). През ноември това обединение осъществи военноморската операция Sentinel за придружаване на кораби през Ормузкия проток. Но както твърди Блумбърг, „Ормузката криза показва, че алиансите на САЩ са слаби, тъй като никоя от европейските страни не желае да се превърне в заложник на ситуация извън своя контрол, а те нямат готовност за самостоятелни инициативи“.
„От трите водещи европейски военни сили – Франция, Германия и Великобритания – Германия, например, се интересува най-малко от събитията в Ормузкия проток – пише Блумбърг. – Страната получава повечето си петрол от Русия и други държави, които не го доставят през този регион, затова енергийната ѝ сигурност не зависи от тамошните безредици и кризи.“
Франция взема своя петрол основно от Персийския залив, нейният най-голям доставчик е Саудитска Арабия. Така че за разлика от Германия интересите ѝ са пряко свързани с този регион. Париж обаче избягва риска да бъде въвлечен в още една война, водена от американците в Близкия изток. В този аспект трансатлантическият алианс се пръска по всички шевове. Междувременно и Русия представи собствена концепция за колективна сигурност в зоната на Персийския залив, а през есента свои идеи предложи Иран.
След това в проекта се включи и Китай. Сега той подчертава, че учението не е насочено срещу трети страни, че то „не бива да се тълкува в геополитическа насока“. Но както и да завърташ нещата, ситуацията в региона остава напрегната – на фона на изострянето на отношенията на Иран със САЩ и Саудитска Арабия, особено след неотдавнашните необяснени инциденти в Оманския залив и Ормузкия проток.
Днес Москва, Пекин и Техеран започват да очертават контурите на евентуална система за сигурност в най-важната част от Световния океан. И Пентагонът – „за да не стане нещо“, както е думата – изтегли от Персийския залив ударната си корабна група от Пети оперативен флот на САЩ начело със самолетоносача „Ейбрахам Линкълн“. Изглежда, в близките седмици, чак щом приключи учението „Пояс за морска сигурност“, на нейно място трябва да пристигне група американски кораби, водена от самолетоносача „Хари Труман“.
Пентагонът обаче заяви, че ще следи хода на учението. Че какво друго му остава? Защото маневрите със сигурност представляват реакция след засилването на военната му дейност в региона. Освен това Вашингтон започна да осъзнава, че Техеран няма да остане сам срещу него, че иранците имат сериозни партньори, готови да ги подкрепят. И още нещо специфично. Русия и Иран де факто са съюзници в процеса от Астана за уреждане в Сирия. Друг от участниците, Анкара, пише турското издание „Йени акит“, „се въздържа от съвместни военни учения с Иран, предпочитайки за целта Пакистан, при все че гарантирането на сигурността в Ормузкия проток спада към националните ѝ интереси“. Тъкмо затова Турция не кани Иран на общи учения в Източното Средиземноморие, а Иран не кани Турция на учения в Ормузкия проток.
Същевременно Анкара проучва възможността да покани Иран на съвместни учения в Средиземно и в Черно море, разглеждайки и възможността за създаване на нови съюзи. Според „Йени акит“, „ако САЩ не успеят да се разберат с Турция за безопасна зона в Сирия или наложат санкции в рамките на CAATSA заради покупката на С-400, Анкара с цел да направи още по-решителен ход може да обмисли възможността за общи учения с Иран“. Днес Турция е на кръстопът. Както подчертава изданието „Сабах“, тази страна, „разположена на транзитния маршрут между глобални енергийни басейни, може да стане ново потенциално огнище на напрежение в Близкия изток, защото, без да бъде обуздана, няма как да бъдат обкръжени Китай, Русия и Иран“. В смисъл, щом Турция има подкрепата на Китай, Русия, Венецуела и дори на Иран. Така че западните експерти виждат в днешния ход на събитията дори „началото на края на американската хегемония в Персийския залив“.
Дали обаче това ще предизвика появата на военнополитически алианс между Русия, Иран и Китай? Още е рано да се прецени. А американското издание „Дипломат“ регистрира промяна в съотношението на силите и в Близкия изток, и в Югоизточна Азия – движение „встрани от САЩ“, което неизбежно ще доведе до появата на нови регионални съюзи, пише авторът на анализа.

## Иран-Русия сходства за мира в Персийския залив
Иран и Русия имат сходни позиции по проблемите, засягащи гарантирането на мира и сигурността в зоната на Персийския залив, и мирните им инициативи за региона до голяма степен съвпадат. Това заяви междувременно днес в Москва иранският министър на външните работи Мохамад Джавад Зариф преди среща с руския си колега Сергей Лавров, предаде ТАСС.
„Въпреки че други страни разпалват война в региона, Иран и Русия полагат усилия за постигане на мир – посочи Зариф. – Руската федерация предложи собствена концепция за диалог в Персийския залив. Иран също предлага своя инициатива. Те до голяма степен съвпадат.“
„Съвместното военноморско учение, проведено тези дни от Иран, Русия и Китай“ в Индийския океан и Оманския залив, „подчертава нашето сътрудничество, насочено към мир в региона“, подчерта Зариф.
Иранският външен министър изрази признателност към Русия за „позитивното ѝ отношение“ към осъществяването на Съвместния всеобхватен план за действия по ядрената програма на Техеран. Той остро разкритикува действията на САЩ, „удавили в кръв народите на Сирия и на Ирак“, бранейки интересите си на хиляди мили от своите граници.
Руско-иранските отношения са стигнали най-високото равнище в цялата си история, а ще се развиват и занапред. Техеран разглежда диалога с Москва като стратегически, а самата Русия – като голяма международна сила, подчерта Зариф.
Русия е разтревожена от нарастващото напрежение в района на Залива, което се опитват да нагнетяват изкуствено някои страни от Запада, заяви Лавров в началото на срещата със Зариф.
Руският външен министър отбеляза, че ще обсъди с госта си сътрудничеството между двете страни за уреждане на конфликта в Сирия, а също – и двустранните отношения, „особено търговско-икономическото и хуманитарното взаимодействие“.